# مرحلة المجموعات في دوري أبطال إفريقيا 2023–24
مرحلة المجموعات في دوري أبطال إفريقيا 2023–24 ستبدأ في 24 نوفمبر 2023 وتنتهي في 2 مارس 2024. سيتنافس ما مجموعه 16 فريقا في مرحلة المجموعات لتحديد المراكز الثمانية في مرحلة خروج المغلوب من دوري أبطال إفريقيا 2023–24.

## القرعة
أجريت قرعة دور المجموعات في 6 أكتوبر 2023 في جوهانسبرغ، جنوب إفريقيا. سيتم تقسيم الفائزين الـ 16 في الجولة الثانية من جولات التصفيات إلى أربع مجموعات من أربعة.
| المستوى | المستوى الأول                                                                          | المستوى الثاني                                                                              | المستوى الثالث                                                                                   | المستوى الرابع                                                                             |
| ------- | -------------------------------------------------------------------------------------- | ------------------------------------------------------------------------------------------- | ------------------------------------------------------------------------------------------------ | ------------------------------------------------------------------------------------------ |
| الفرق   | - الأهلي (83 نقطة) - الوداد (74 نقطة) - الترجي (56 نقطة) - ماميلودي صن داونز (51 نقطة) | - شباب بلوزداد (36 نقطة) - بيراميدز (35 نقطة) - سيمبا (35 نقطة) - بترو إتليتيكو (33.5 نقطة) | - تي بي مازيمبي (30.5 نقطة) - الهلال (23 نقطة) - أسيك ميموزا (20 نقطة) - يانغ أفريكانز (20 نقطة) | - النجم الساحلي (20 نقطة) - جوانينج جالاكسي (4 نقطة) - نواذيبو (1 نقطة) - ميدياما (0 نقطة) |

## الشكل
في مرحلة المجموعات، يتم لعب كل مجموعة على أساس الذهاب والإياب على هيئة دورة روبن. سيتقدم الفائزون والوصيف من كل مجموعة إلى ربع النهائي من مرحلة خروج المغلوب.

### معايير كسر التعادل
يتم تصنيف الفرق وفقا لنقاط (3 نقاط للفوز، 1 نقطة للتعادل، 0 نقطة للخسارة). في حالة التعادل في النقاط، يتم تطبيق الشوط الفاصل بالترتيب التالي (اللائحة. 20 و 21):
1. النقاط في المباريات المباشرة بين الفرق المتعادلة ؛
2. فارق الأهداف في المواجهات المباشرة بين الفرق المتعادلة؛
3. سجل الأهداف في المواجهات المباشرة بين الفرق المتعادلة.
4. قانون أهداف خارج الديار سجلت في المباريات المباشرة بين الفرق المتعادلة.
5. إذا تم تعادل أكثر من فريقين، وبعد تطبيق جميع معايير المواجهات المباشرة أعلاه، لا تزال مجموعة فرعية من الفرق متعادلة، ويتم إعادة تطبيق جميع معايير المواجهات المباشرة المذكورة أعلاه حصريا على هذه المجموعة الفرعية من الفرق ؛
6. أهداف الفرق في جميع مباريات المجموعة.
7. الأهداف المسجلة في جميع مباريات المجموعة ؛
8. أهداف خارج الأررض تم تسجيلها في جميع مباريات المجموعة ؛
9. إجراء قرعة.

## الجدول الزمني
الجدول الزمني لكل مباراة على النحو التالي.
| الجولة         | التواريخ          | المباريات                                  |
| -------------- | ----------------- | ------------------------------------------ |
| الجولة الأولى  | 24–25 نوفمبر 2023 | الفريق 1 ضد الفريق 4، الفريق 2 ضد الفريق 3 |
| الجولة الثانية | 1–2 ديسمبر 2023   | الفريق 3 ضد الفريق 1، الفريق 4 ضد الفريق 2 |
| الجولة الرابعة | 8–9 ديسمبر 2023   | الفريق 4 ضد الفريق 3، الفريق 1 ضد الفريق 2 |
| الجولة الرابعة | 19 ديسمبر 2023    | الفريق 3 ضد الفريق 4، الفريق 2 ضد الفريق 1 |
| الجولة الخامسة | 23–24 فبراير 2024 | الفريق 4 ضد الفريق 1، الفريق 3 ضد الفريق 2 |
| الجولة السادسة | 1–2 مارس 2024     | الفريق 1 ضد الفريق 3، الفريق 2 ضد الفريق 4 |

## المجموعات
جميع الأوقات بالتوقيت المحلي.

### المجموعة الأولى
| م | الفريق            | لعب | ف | ت | خ | أ.له | أ.ع | أ.ف | نقاط | التأهل                |     | صن داونز | مازيمبي | نواذيبو | بيراميدز |
| - | ----------------- | --- | - | - | - | ---- | --- | --- | ---- | --------------------- | --- | -------- | ------- | ------- | -------- |
| 1 | ماميلودي صن داونز | 6   | 4 | 1 | 1 | 7    | 1   | +6  | 13   | يتأهل إلى ربع النهائي |     | —        | 1–0     | 3–0     | 0–0      |
| 2 | تي بي مازيمبي     | 6   | 3 | 1 | 2 | 6    | 2   | +4  | 10   | يتأهل إلى ربع النهائي |     | 1–0      | —       | 2–0     | 3–0      |
| 3 | نواذيبو           | 6   | 1 | 2 | 3 | 4    | 9   | −5  | 5    |                       |     | 0–2      | 0–0     | —       | 2–0      |
| 4 | بيراميدز          | 6   | 1 | 2 | 3 | 3    | 8   | −5  | 5    |                       | 0–1 | 1–0      | 2–2     | —       |          |

1. 1 2  الترتيب على نقاط المواجهات المباشرة: نواذيبو 4 ، بيراميدز 1.

| بيراميدز    | 1–0   | تي بي مازيمبي |
| ----------- | ----- | ------------- |
| - لاكاي 54' | تقرير |               |

| ماميلودي صن داونز                       | 3–0   | نواذيبو |
| --------------------------------------- | ----- | ------- |
| - كوستا 22' - شالوليلي 28' - سيرينو 74' | تقرير |         |

| تي بي مازيمبي | 1–0   | ماميلودي صن داونز |
| ------------- | ----- | ----------------- |
| - ليكونزا 60' | تقرير |                   |

| نواذيبو                | 2–0   | بيراميدز |
| ---------------------- | ----- | -------- |
| - عمار 4' - عبيد 90+4' | تقرير |          |

| نواذيبو | 0–0   | تي بي مازيمبي |
| ------- | ----- | ------------- |
|         | تقرير |               |

| ماميلودي صن داونز | 0–0   | بيراميدز |
| ----------------- | ----- | -------- |
|                   | تقرير |          |

| تي بي مازيمبي       | 2–0   | نواذيبو |
| ------------------- | ----- | ------- |
| - فوفانا 80'، 90+4' | تقرير |         |

| بيراميدز | 0–1   | ماميلودي صن داونز |
| -------- | ----- | ----------------- |
|          | تقرير | - موكوينا 17'     |

| تي بي مازيمبي                            | 3–0   | بيراميدز |
| ---------------------------------------- | ----- | -------- |
| - بيا 32' - ليكونزا 45+1' - موامبا 90+2' | تقرير |          |

| نواذيبو | 0–2   | ماميلودي صن داونز         |
| ------- | ----- | ------------------------- |
|         | تقرير | - كيكانا 21' - لورش 90+1' |

| ماميلودي صن داونز      | 1–0   | تي بي مازيمبي |
| ---------------------- | ----- | ------------- |
| - شالوليلي 38' (ركلة.) | تقرير |               |

| بيراميدز           | 2–2   | نواذيبو                 |
| ------------------ | ----- | ----------------------- |
| - مايلي 73'، 90+1' | تقرير | - خليل 64' - إمبارك 82' |

### المجموعة الثانية
| م | الفريق          | لعب | ف | ت | خ | أ.له | أ.ع | أ.ف | نقاط | التأهل                |     | أسيك ميموزا | سيمبا | الوداد | جوانينج جالاكسي |
| - | --------------- | --- | - | - | - | ---- | --- | --- | ---- | --------------------- | --- | ----------- | ----- | ------ | --------------- |
| 1 | أسيك ميموزا     | 6   | 3 | 2 | 1 | 7    | 2   | +5  | 11   | يتأهل إلى ربع النهائي |     | —           | 0–0   | 1–0    | 3–0             |
| 2 | سيمبا           | 4   | 0 | 3 | 1 | 9    | 2   | +7  | 3    | يتأهل إلى ربع النهائي |     | 1–1         | —     | 2–0    | 6–0             |
| 3 | الوداد          | 6   | 3 | 0 | 3 | 3    | 4   | −1  | 9    |                       |     | 1–0         | 1–0   | —      | 0–1             |
| 4 | جوانينج جالاكسي | 6   | 1 | 1 | 4 | 1    | 12  | −11 | 4    |                       | 0–2 | 0–0         | 0–1   | —      |                 |

1. 1 2  الترتيب على فارق الأهداف في المواجهات المباشرة: سيمبا +1، الوداد –1.

| سيمبا                      | 1–1   | أسيك ميموزا |
| -------------------------- | ----- | ----------- |
| - نتيبازونكيزا 44' (ركلة.) | تقرير | - بوكو 77'  |

| الوداد | 0–1   | جوانينج جالاكسي |
| ------ | ----- | --------------- |
|        | تقرير | - سيسيني 33'    |

| جوانينج جالاكسي | 0–0   | سيمبا |
| --------------- | ----- | ----- |
|                 | تقرير |       |

| أسيك ميموزا    | 1–0   | الوداد |
| -------------- | ----- | ------ |
| - كاراموكو 72' | تقرير |        |

| جوانينج جالاكسي | 0–2   | أسيك ميموزا         |
| --------------- | ----- | ------------------- |
|                 | تقرير | - كاراموكو 57'، 79' |

| الوداد          | 1–0   | سيمبا |
| --------------- | ----- | ----- |
| - الدراوي 90+5' | تقرير |       |

| سيمبا             | 2–0   | الوداد |
| ----------------- | ----- | ------ |
| - أونانا 36'، 38' | تقرير |        |

| أسيك ميموزا                            | 3–0   | جوانينج جالاكسي |
| -------------------------------------- | ----- | --------------- |
| - ليبيه 11' - أكا 80' - كاراموكو 90+1' | تقرير |                 |

| أسيك ميموزا | 0–0   | سيمبا |
| ----------- | ----- | ----- |
|             | تقرير |       |

| جوانينج جالاكسي | 0–1   | الوداد         |
| --------------- | ----- | -------------- |
|                 | تقرير | - غدارين 45+2' |

| الوداد      | 1–0   | أسيك ميموزا |
| ----------- | ----- | ----------- |
| - لحتمي 18' | تقرير |             |

| سيمبا                                                                         | 6–0   | جوانينج جالاكسي |
| ----------------------------------------------------------------------------- | ----- | --------------- |
| - نتيبازونكيزا 8' - جوبي 14' - دينيس 22' - شاما 76' - شاسامبي 86' - نغوما 89' | تقرير |                 |

### المجموعة الثالثة
| م | الفريق                | لعب | ف | ت | خ | أ.له | أ.ع | أ.ف | نقاط | التأهل                |     | بترو إتليتيكو | الترجي | الهلال | النجم |
| - | --------------------- | --- | - | - | - | ---- | --- | --- | ---- | --------------------- | --- | ------------- | ------ | ------ | ----- |
| 1 | بترو إتليتيكو         | 6   | 3 | 3 | 0 | 5    | 0   | +5  | 12   | يتأهل إلى ربع النهائي |     | —             | 0–0    | 1–0    | 2–0   |
| 2 | الترجي                | 6   | 3 | 2 | 1 | 6    | 3   | +3  | 11   | يتأهل إلى ربع النهائي |     | 0–0           | —      | 1–0    | 2–0   |
| 3 | الهلال                | 6   | 1 | 2 | 3 | 4    | 5   | −1  | 5    |                       |     | 0–0           | 3–1    | —      | 1–1   |
| 4 | النجم الرياضي الساحلي | 6   | 1 | 1 | 4 | 2    | 9   | −7  | 4    |                       | 0–2 | 0–2           | 1–0    | —      |       |

| الترجي                         | 2–0   | النجم الساحلي |
| ------------------------------ | ----- | ------------- |
| - ساسي 60' - مرياح 64' (ركلة.) | تقرير |               |

| بترو إتليتيكو | 1–0   | الهلال |
| ------------- | ----- | ------ |
| - ميغيل 37'   | تقرير |        |

| الهلال                                                | 3–1   | الترجي    |
| ----------------------------------------------------- | ----- | --------- |
| - مرياح 8' (ه.ذ.) - عبد الرحمن 15' (ركلة.) - نداي 78' | تقرير | - صوي 59' |

| النجم الساحلي | 0–2   | بترو إتليتيكو       |
| ------------- | ----- | ------------------- |
|               | تقرير | - جويديس 45+4'، 67' |

| النجم الساحلي | 1–0   | الهلال |
| ------------- | ----- | ------ |
| - مبي 88'     | تقرير |        |

| الترجي | 0–0   | بترو إتليتيكو |
| ------ | ----- | ------------- |
|        | تقرير |               |

| بترو إتليتيكو | 0–0   | الترجي |
| ------------- | ----- | ------ |
|               | تقرير |        |

| الهلال       | 1–1   | النجم الساحلي  |
| ------------ | ----- | -------------- |
| - نداي 45+3' | تقرير | - برهومي 90+2' |

| الهلال | 0–0   | بترو إتليتيكو |
| ------ | ----- | ------------- |
|        | تقرير |               |

| النجم الساحلي | 0–2   | الترجي                   |
| ------------- | ----- | ------------------------ |
|               | تقرير | - ساسي 26' - العايب ‏ 41' |

| الترجي      | 1–0   | الهلال |
| ----------- | ----- | ------ |
| - مرياح 22' | تقرير |        |

| بترو إتليتيكو            | 2–0   | النجم الساحلي |
| ------------------------ | ----- | ------------- |
| - تورو 38' - جولينيو 71' | تقرير |               |

### المجموعة الرابعة
| م | الفريق        | لعب | ف | ت | خ | أ.له | أ.ع | أ.ف | نقاط | التأهل                |     | الأهلي | يانغ أفريكانز | شباب بلوزداد | ميدياما |
| - | ------------- | --- | - | - | - | ---- | --- | --- | ---- | --------------------- | --- | ------ | ------------- | ------------ | ------- |
| 1 | الأهلي        | 6   | 3 | 3 | 0 | 6    | 1   | +5  | 12   | يتأهل إلى ربع النهائي |     | —      | 1–0           | 0–0          | 3–0     |
| 2 | يانغ أفريكانز | 6   | 2 | 2 | 2 | 9    | 6   | +3  | 8    | يتأهل إلى ربع النهائي |     | 1–1    | —             | 4–0          | 3–0     |
| 3 | شباب بلوزداد  | 6   | 2 | 2 | 2 | 7    | 6   | +1  | 8    |                       |     | 0–0    | 3–0           | —            | 3–0     |
| 4 | ميدياما       | 6   | 1 | 1 | 4 | 3    | 12  | −9  | 4    |                       | 0–1 | 1–1    | 2–1           | —            |         |

1. 1 2  الترتيب على فارق الأهداف في المواجهات المباشرة: يانغ أفريكانز +1 ، شباب بلوزداد -1.

| شباب بلوزداد                            | 3–0   | يانغ أفريكانز |
| --------------------------------------- | ----- | ------------- |
| - بن غيت 10' - مزيان 45+2' - جالو 90+4' | تقرير |               |

| الأهلي                              | 3–0   | ميدياما |
| ----------------------------------- | ----- | ------- |
| - كهربا 66' - الشحات 75' - محسن 88' | تقرير |         |

| ميدياما                        | 2–1   | شباب بلوزداد         |
| ------------------------------ | ----- | -------------------- |
| - لوموتي 45' - كامارادين 90+4' | تقرير | - بن غيت 39' (ركلة.) |

| يانغ أفريكانز | 1–1   | الأهلي    |
| ------------- | ----- | --------- |
| - زوزوا 90+1' | تقرير | - تاو 86' |

| ميدياما            | 1–1   | يانغ أفريكانز |
| ------------------ | ----- | ------------- |
| - سواه 27' (ركلة.) | تقرير | - زوزوا 36'   |

| الأهلي | 0–0   | شباب بلوزداد |
| ------ | ----- | ------------ |
|        | تقرير |              |

| يانغ أفريكانز                         | 3–0   | ميدياما |
| ------------------------------------- | ----- | ------- |
| - زوزوا 33' - موامنيتو 61' - يحيى 66' | تقرير |         |

| شباب بلوزداد | 0–0   | الأهلي |
| ------------ | ----- | ------ |
|              | تقرير |        |

| ميدياما | 0–1   | الأهلي       |
| ------- | ----- | ------------ |
|         | تقرير | - الشحات 48' |

| يانغ أفريكانز                                      | 4–0   | شباب بلوزداد |
| -------------------------------------------------- | ----- | ------------ |
| - يحيى 43' - عزيز كي 46' - موسوندا 48' - غنادو 84' | تقرير |              |

| الأهلي       | 1–0   | يانغ أفريكانز |
| ------------ | ----- | ------------- |
| - الشحات 46' | تقرير |               |

| شباب بلوزداد                        | 3–0   | ميدياما |
| ----------------------------------- | ----- | ------- |
| - بن غيت 27' - وامبا 42' - جالو 84' | تقرير |         |

## الملاحظات
1. 1 2 3  الهلال لعبوا مبارياتهم على أرضهم في دور المجموعات في الملعب الوطني، دار السلام (تنزانيا) و ملعب شهداء بنينا، بنغازي (ليبيا)، بدلا من ملعبهم المعتاد استاد الهلال، أم درمان، بسبب الحرب الأهلية السودانية 2023.
2. ↑  تم تأجيل مباراة شباب بلوزداد والأهلي، التي كان من المقرر أن تقام في 19 ديسمبر 2023 ، إلى 16 فبراير 2024 بسبب مشاركة الأهلي في كأس العالم للأندية 2023 في السعودية في الفترة ما بين 12 و 22 ديسمبر 2023.

## روابط خارجية
- CAFonline.com